# Драго
Драго је мушко словенско име, настало од речи „драг”. Користи се у Србији, Хрватској и Словенији. Најпре је било скраћено име од имена Драган и других сродних имена, али је касније почело да се користи и као самостално име. Женски облик је Драга. На енглеском говорном подручју постоји име које се пише Drago и представља варијанту имена Drake и има значење „змај” (енгл. dragon). Сличан је случај и са француским и италијанским именом Drago.

## Популарност
У Хрватској ово име је најчешће у Загребу, Сплиту и Осијеку и чешће је међу Хрватима него Србима. У Словенији је 2007. ово име било на 39. месту по популарности.